# Kunow (Gumtow)
Kunow ist ein Ortsteil der Gemeinde Gumtow im Landkreis Prignitz in Brandenburg.

## Geografie
Der Ort liegt acht Kilometer westlich von Gumtow und 20 Kilometer südöstlich von Perleberg. Zum Ortsteil gehören zwei bewohnte Gemeindeteile: das einen Kilometer nordöstlich zu findende Beckenthin und das drei Kilometer nordöstlich gelegene Krams. Die Nachbarorte sind Garz, Lindenberg und Vettin im Norden, Luisenhof und Döllen im Osten, Schönhagen, Vehlin und Schrepkow im Süden, sowie Groß Welle im Westen.

## Geschichte
Die erste urkundliche Erwähnung des Dorfes Kunaw findet sich im Jahr 1305, anlässlich der Schenkung von Dorf und Kirche durch die Markgrafen an das Stift Havelberg.
Im Jahr 1804 hatte das 65 Hufe große Dorf 312 Einwohner und es waren 41 Feuerstellen vorhanden. Neben einem Lehnschulze, 25 Ganzbauern und zehn Kossäten waren hier 16 Einlieger tätig. Eine Schmiede und eine Wassermühle waren vorhanden und die Kirche gehörte zur fünf Kilometer westlich gelegenen Pfarrkirche in Kletzke, die Teil der Inspektion Perleberg war. Zu dieser Zeit war der Herr von Knobelsdorf zu Kletzke der Besitzer des zum Pritzwalkischen Kreise in der Prignitz der Mark Brandenburg und postalisch zu Kletzke gehörenden Ortes.
Am 1. Juli 1950 wurde die bis dahin eigenständige Gemeinde Bekenthin eingegliedert.
Zum 30. Juni 2002 schloss sich Kunow mit 15 anderen Gemeinden zur Gemeinde Gumtow zusammen. Damals lebten hier 470 Einwohner.